# Vezzano sul Crostolo
Vezzano sul Crostolo (emilián nyelven Vsân) település Olaszországban, Emilia-Romagna régióban, Reggio Emilia megyében. Lakosainak száma 4334 fő (2023. január 1.). Vezzano sul Crostolo Casina, Quattro Castella, San Polo d’Enza, Viano, Albinea és Canossa községekkel határos.

## Népesség
A település lakossága az elmúlt években az alábbi módon változott:
| Lakosok száma | 4246 | 4262 | 4334 |
|               | 2017 | 2018 | 2023 |